# マン・オン・ワイヤー
『マン・オン・ワイヤー』（原題: Man on Wire）は、フィリップ・プティのノンフィクション書籍。及びそれを原作とする2008年のドキュメンタリー映画。Rotten Tomatoesの支持率100%の映画のうちの１つである。

## 概要
1974年にワールド・トレード・センターのツインタワー間での綱渡りを達成した、フランスの大道芸人フィリップ・プティ自身が執筆した2002年のノンフィクション。

## 映画

### ドキュメンタリー映画

#### 概要
フィリップ・プティの挑戦を本人や関係者の証言や再現映像を交えて紹介するノンフィクショを原作とした2008年のドキュメンタリー映画。イギリス・アメリカ合作。

#### 受賞
- 第81回アカデミー賞長編ドキュメンタリー映画賞
- 第62回英国アカデミー賞英国作品賞
- 2008年ナショナル・ボード・オブ・レビュー賞・ドキュメンタリー部門
- 2008年サンダンス映画祭ワールドシネマ審査員グランプリ＆観客賞
- 第43回全米映画批評家協会賞ドキュメンタリー部門
- 第34回ロサンゼルス映画批評家協会賞ドキュメンタリー賞
- 第74回ニューヨーク映画批評家協会賞ドキュメンタリー部門
- 第34回ロサンゼルス映画批評家協会賞ドキュメンタリー部門
- 第7回ワシントンD.C.映画批評家協会賞ドキュメンタリー部門
- 第20回全米製作者組合賞ドキュメンタリー賞プロデューサー・オブ・ザ・イヤー
- 第14回クリティクス・チョイス・アワードドキュメンタリー部門
- 第24回インディペンデント・スピリット賞・ドキュメンタリー部門
- 2008年アメリカ映画編集者協会賞ドキュメンタリー部門
- 2008年英国インディペンデント映画賞・ドキュメンタリー部門
- 2008年サテライト賞・ドキュメンタリー部門
- 2008年ニューヨーク映画批評家オンライン賞ドキュメンタリー部門
- 2008年EDA賞ドキュメンタリー部門
- 2008年シカゴ映画批評家協会賞ドキュメンタリー部門
- 第13回フロリダ映画批評家協会賞ドキュメンタリー部門
- 2008年ラスベガス映画批評家協会賞ドキュメンタリー部門
- 2008年オクラホマ映画批評家協会賞ドキュメンタリー部門
- 2008年カンザスシティ映画批評家協会賞ドキュメンタリー部門
- 2008年セントルイス映画批評家協会賞ドキュメンタリー部門
- 2008年サウス・イースタン映画批評家協会賞ドキュメンタリー部門
- 2008年サンディエゴ映画批評家協会賞ドキュメンタリー部門
- 2008年フェニックス映画批評家協会賞ドキュメンタリー部門
- 第4回オースティン映画批評家協会賞ドキュメンタリー部門
- 2008年トロント映画批評家協会賞ドキュメンタリー部門
- 2008年ヒューストン映画批評家協会賞ドキュメンタリー部門
- 2008年ダラス・フォートワース映画批評家協会賞ドキュメンタリー部門
- 2008年セントラル・オハイオ映画批評家協会賞ドキュメンタリー部門
- 2008年カルロヴィ・ヴァリ国際映画祭最優秀ドキュメンタリー賞
- 第62回エディンバラ国際映画祭観客賞

### 2015年の映画
- 『ザ・ウォーク』 - 2015年9月公開のアメリカ映画。『マン・オン・ワイヤー』をドラマ映画化。日本では2016年1月公開。